# Huszárik Kata
Huszárik Kata (Budapest, 1971. szeptember 10. –) Jászai Mari-díjas magyar színésznő, Nagy Anna színésznő és Huszárik Zoltán filmrendező lánya.

## Élete és pályafutása
Tízéves volt, amikor édesapja, Huszárik Zoltán 50 évesen, váratlanul elhunyt. Középiskolásként az ELTE Radnóti Miklós Gyakorlóiskola diákja volt. Főiskolai tanulmányait a Színház- és Filmművészeti Főiskolán, 1994-ben fejezte be.
1995–2001 között a budapesti Katona József Színház, 2001–2012 között a szolnoki Szigligeti Színház társulatának tagja volt. Huszárik Kata portré címmel, édesanyjával, Nagy Annával közösen Mátis Lilla készített dokumentumfilmet életéről, 2001-ben.

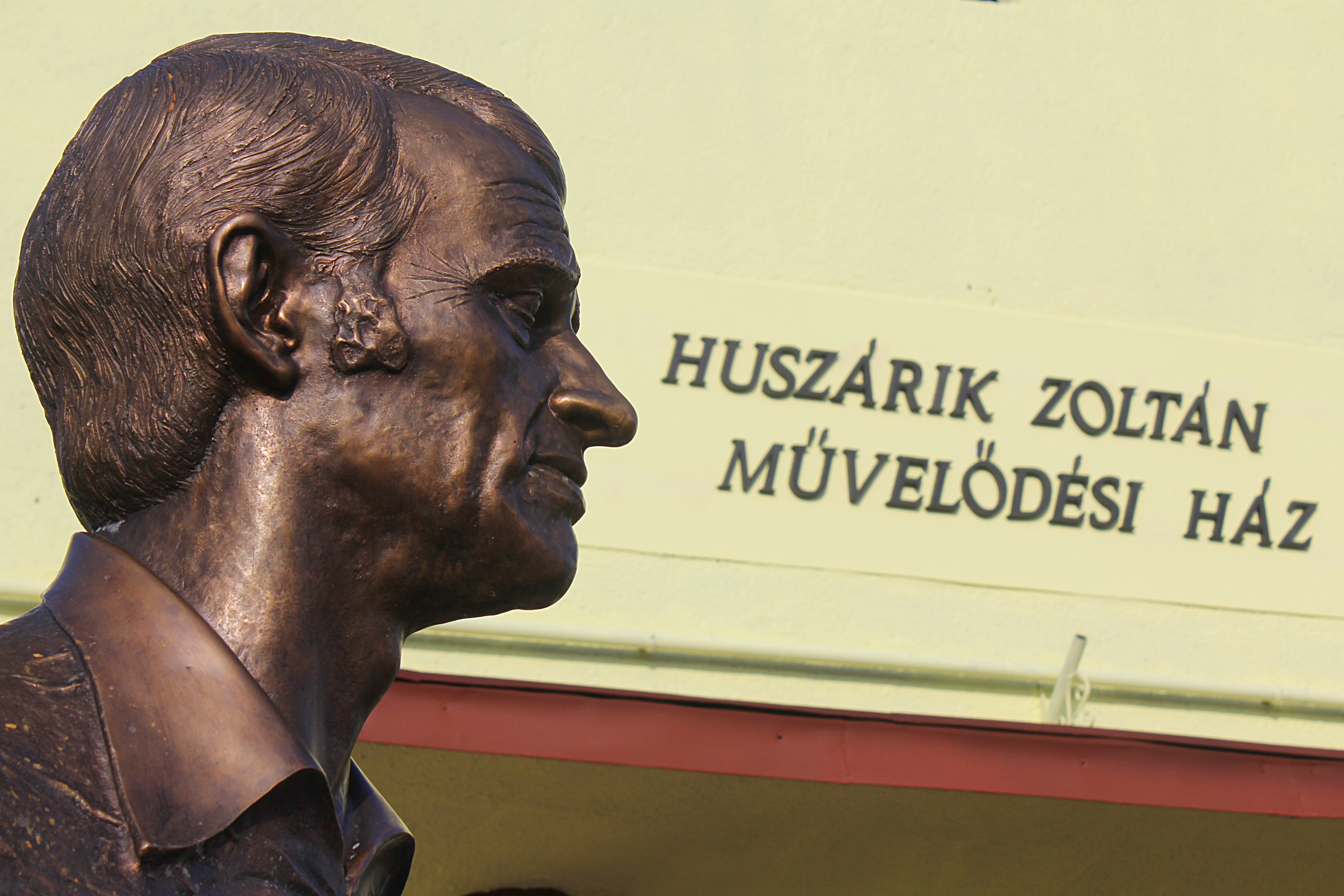

2011-ben Huszárik Kata és Nagy Anna felhívást tettek közzé a „Huszárik Zoltán Alapítvány” létrehozására, édesapja születésének 80. és halálának 30. évfordulóján. Céljuk, hogy a filmrendező szülőházában, Domonyban méltó helyre kerülnének a rajzai – kevesen tudják ugyanis, hogy nemcsak nagyszerű rendező, de kiváló grafikus is volt. 2013 októberében a község művelődési háza fölvette Huszárik Zoltán nevét, az épület előtt pedig felavatták bronz mellszobrát. Az eseményen Huszárik Kata is felszólalt.
2012. március 2-ától az Újbuda TV-ben a Kávészünet című új műsor műsorvezetője volt. 2013 májusában Vidnyánszky Attila – akkor – leendő igazgató nyilatkozata szerint a Nemzeti Színház 2013/2014-es évadjában lépett színpadra és szerepelt a következő évad előadásaiban is a színház vendégművészeként. 2014-ben a Révfülöpről jelentkező Balatoni nyár élő adásának új műsorvezetője volt június és július folyamán egy-egy hétre Bősze Ádám szerkesztő-műsorvezetővel. Ugyanettől az évtől 2020-ig a Maladype Színház tagja volt. 2015 márciusa óta a Duna tévécsatorna Család-barát magazinjának egyik állandó, Illemtan című rovatának szereplője volt, majd 2018. október 27-től a Multiverzum – A tudomány határtalan műsorvezetője.
Színházi, tévés és filmes szerepei mellett rendszeresen szinkronizál is – először harmadéves főiskolásként a Hűvösvölgyi úti Pannónia Szinkronstúdióban. Szabadidejében szívesen foglalja el magát kreatív-kézműves alkotói tevékenységekkel. 2014-ben a  Gézengúz Alapítvány követe lett és részt vett a 29. Telekom Vivicittá 3,2 kilométeres Baba-Mama gyalogláson. Író-olvasó találkozókat is szervez és vezet havonta, a József Attila Színházban, illetve a csömöri művelődési házban.

## Magánélete
Férje Boda János koreográfus volt, akivel 12 év házasság után külön költöztek, majd 2017-ben elváltak. Fiuk, Gergő Zoltán 2005-ben született.

## Színházi szerepei
A Színházi adattárban regisztrált bemutatóinak száma 2017. december 11-én: 71.
Főiskolai hallgatóként
| Szerző                            | Cím                                                 | Bemutató | Színház               | Szerep              |
| --------------------------------- | --------------------------------------------------- | -------- | --------------------- | ------------------- |
| Jacques Offenbach                 | Szép Heléna                                         | 1991.    | Ódry Színpad          |                     |
| John Millington Synge             | A nyugati világ bajnoka                             | 1991.    | Ódry Színpad          |                     |
| Fejes Endre-Presser Gábor         | Jó estét nyár, jó estét szerelem                    | 1992.    | Ódry Színpad          | Gyümölcsárus lány   |
| Sławomir Mrożek                   | Gyalogszerrel                                       | 1992.    | Ódry Színpad          | Kleopátra           |
| Eisemann Mihály – K. Halász Gyula | Fiatalság – bolondság                               | 1993.    | Ódry Színpad          | Babszi, az árvalány |
| George Büchner                    | Danton halála                                       | 1993.    | Katona József Színház | Júlia               |
| William Shakespeare               | Veronai fiúk                                        | 1993.    | Ódry Színpad          | Júlia               |
| Luigi Pirandello                  | Ma este improvizálunk                               | 1994.    | Katona József Színház |                     |
| John Millington Synge             | Szentek kútja                                       | 1994.    | Ódry Színpad          | 1. lány             |
| Weöres Sándor                     | Octopus, avagy Szent György és a sárkány históriája | 1994.    | Ódry Színpad          | Barbara             |
| Tom Stoppard                      | Rosencrantz és Guildenstern halott                  | 1994.    | Katona József Színház | Ophelia             |

|-
|}
Színházi szerepei
| Szerző                                                            | Cím                                      | Bemutató      | Színház                              | Szerep                                |
| ----------------------------------------------------------------- | ---------------------------------------- | ------------- | ------------------------------------ | ------------------------------------- |
| Halász Péter – Kornis Mihály – Bereményi Géza                     | Hatalom, pénz, hírnév, szépség, szeretet | 1994.         | Katona József Színház                |                                       |
| William Shakespeare                                               | Szentivánéji álom                        | 1997. (1994.) | Katona József Színház                | Heléna, szerelmes (szerepátvétel)     |
| Molière                                                           | A fösvény                                | 1994.         | Katona József Színház                | Mariane                               |
| Georges Feydeau                                                   | A barátom barátnője                      | 1995.         | Katona József Színház                | Amélie                                |
| Victor Hugo                                                       | A nevető ember                           | 1995.         | Katona József Színház                | Dea                                   |
| Vajda Mária – Molnár László                                       | Csak bejjebb, Jancsikám!                 | 1996.         | Katona József Színház                |                                       |
| Halász Péter                                                      | Pillanatragasztó (Kínai III. és IV.)     | 1996.         | Katona József Színház                |                                       |
| John Arden                                                        | Élnek, mint a disznók                    | 1996.         | Katona József Színház                | Orvosnő                               |
| William Shakespeare                                               | Szeget szeggel                           | 1996.         | Katona József Színház                | Marianna                              |
| Garaczi László                                                    | Prédales                                 | 1997.         | Katona József Színház                | Chrystel                              |
| Gerhart Hauptmann                                                 | Henschel fuvaros                         | 1997.         | Katona József Színház                | Berta, Henschelné                     |
| Romhányi József                                                   | Hamupipőke                               | 1997.         | Szigligeti Színház                   | Hamupipőke                            |
| Jeles András                                                      | Szenvedéstörténet                        | 1998.         | Katona József Színház                | Szagoska                              |
| Molière                                                           | George Dandin avagy a megcsúfolt férj    | 1998.         | Szentendrei Teátrum                  | Angélique                             |
| William Shakespeare                                               | Szentivánéji álom                        | 1998.         | Szigligeti Színház                   | Heléna                                |
| Hans Fallada                                                      | Mi lesz veled, emberke?                  | 1999.         | Katona József Színház                | Ódry Színpad                          |
| Puskin                                                            | Don Juan                                 | 1999.         | Katona József Színház                | Ódry Színpad                          |
| Pataki Éva                                                        | Hol a régi szerelem...? (R. É. emlékére) | 1999.         | Ruttkai Éva Színház                  | Anna                                  |
| Vajda Mária–Molnár László                                         | Csak bejjebb, Jancsikám!                 | 1999.         | Szigligeti Színház                   |                                       |
| William Shakespeare                                               | A vihar                                  | 1999.         | Katona József Színház                | Venus                                 |
| Johann Nepomuk Nestroy                                            | A talizmán                               | 2000.         | Szentendrei Teátrum                  | Emma                                  |
| Oscar Wilde                                                       | Bunbury                                  | 2000.         | Szigligeti Színház                   | Cecily Cardew                         |
| William Shakespeare                                               | Sok hűhó semmiért                        | 2001.         | Szigligeti Színház                   | Hero                                  |
| Geszti Péter                                                      | Nő kilencszer                            | 2001.         | Várkert Kaszinó                      |                                       |
| Nagy Ignác                                                        | Tisztújítás                              | 2001.         | Szigligeti Színház                   | Nelly                                 |
| Jean Cocteau                                                      | Vásott kölyök                            | 2001.         | Szigligeti Színház                   | Agatha                                |
| Anton Pavlovics Csehov                                            | Cseresznyéskert                          | 2001.         | Petőfi Színház                       | Ánya                                  |
| Karinthy Ferenc                                                   | Szellemidézés                            | 2002.         | Karinthy Színház                     | Rika                                  |
| Madách Imre                                                       | Lucifer show                             | 2002.         | Szigligeti Színház                   |                                       |
| Chapman–Cleese–Gilliam–Idle–Jones–Palin                           | Gyalog galopp                            | 2002.         | Szigligeti Színház                   | Kobzos; Zajok-zörejek                 |
| Terrence McNally                                                  | Alul semmi                               | 2003.         | Szigligeti Színház                   | Vicki Nichols                         |
| Molière                                                           | Úrhatnám polgár                          | 2003.         | Szigligeti Színház                   | Doriméne                              |
| Heltai Jenő                                                       | A Tündérlaki lányok                      | 2004.         | Szigligeti Színház                   | Olga                                  |
| Jean Poiret–Harvey Fierstein                                      | Őrült nők ketrece                        | 2004.         | Szigligeti Színház                   | Chantal                               |
| Terry Jones                                                       | Erik, a viking                           | 2004.         | Szigligeti Színház                   | Helga; Zenész                         |
| Závada Pál                                                        | Szólj anyádnak, jöjjön ki!               | 2004.         | Szigligeti Színház                   | Boszák Juli                           |
| William Shakespeare                                               | Othello                                  | 2005.         | Szigligeti Színház                   | Bianca                                |
| Francis Veber                                                     | Balfácánt vacsorára!                     | 2005.         | Szigligeti Színház                   | Christine                             |
| Fred Ebb–Bob Fosse                                                | Chicago                                  | 2006.         | Szigligeti Színház                   | Liz                                   |
| Marcel Proust                                                     | Az eltűnt idő nyomában                   | 2006.         | Szigligeti Színház                   | Gilberte I.                           |
| Francis Veber                                                     | Balfácánt vacsorára!                     | 2007.         | Jászai Mari Színház                  | Christine                             |
| Carlo Goldoni                                                     | Két úr szolgája                          | 2007.         | Klebelsberg Kultúrkúria              |                                       |
| Nell Dunn                                                         | Gőzben                                   | 2008.         | Szigligeti Színház                   | Nancy                                 |
| Federico Fellini                                                  | Országúton                               | 2009.         | Szigligeti Színház                   | Apáca                                 |
| Katona József                                                     | Bánk bán                                 | 2009.         | Szigligeti Színház                   | Izidóra                               |
| Dan Goggin                                                        | Apácák                                   | 2009.         | Szigligeti Színház                   | Lea                                   |
| William Shakespeare                                               | Vízkereszt, vagy amit akartok            | 2009.         | Szigligeti Színház                   | Olivia                                |
| Richard Harris                                                    | Csupa balláb                             | 2010.         | Szigligeti Színház                   | Vera                                  |
| Bródy Sándor                                                      | A tanítónő                               | 2010.         | Szigligeti Színház                   | Hray Ida                              |
| Márai Sándor                                                      | Kaland                                   | 2011.         | Szigligeti Színház                   | Anna                                  |
| Szakonyi Károly                                                   | Adáshiba                                 | 2011.         | Szigligeti Színház                   | Vanda                                 |
| Hunyady Sándor                                                    | A három sárkány                          | 2012.         | Szigligeti Színház                   | Doktor Kempelenné                     |
| Márai Sándor                                                      | Eszter hagyatéka                         | 2013.         | Spirit Színház – Átrium Film-Színház | Eszter                                |
| Arthur Honegger, Paul Claudel                                     | Johanna a máglyán                        | 2013.         | Nemzeti Színház                      | Nő                                    |
| Makszim Gorkij, Kozma András                                      | Éjjeli menedékhely                       | 2014.         | Nemzeti Színház                      | Anna, Andrej Mitrics Klescs felesége  |
| Sári László                                                       | Remek hang a futkosásban                 | 2015.         | Maladype Színház                     | ének, próza                           |
| William Shakespeare, Szigligeti Ede                               | III. Richárd                             | 2016.         | Maladype Színház                     | Erzsébet királyné, IV-dik Edvárd neje |
| Matei Visniec, Nagy Lajos                                         | Dada Cabaret                             | 2016.         | Maladype Színház                     | Nagyezsda K. Krupszkaja               |
| Anton Pavlovics Csehov, Kosztolányi Dezső                         | Három nővér                              | 2017.         | Maladype Színház                     | Mása                                  |
| Jean Genet, Ungár Júlia                                           | A balkon                                 | 2017.         | Maladype Színház                     | A Küldött                             |
| Jean-Luc Lagarce, Bartha Lóránd                                   | Louis                                    | 2018.         | Maladype Színház                     | Anya                                  |
| Euripidész-Sartre-Illyés Gyula nyomán, Szabó K. István átiratában | A trójai nők                             | 2019.         | Maladype Színház                     | Andromache                            |
|                                                                   |                                          | .             |                                      |                                       |

További, a Színházi Adattárban nem szereplő szerepei
| Szerző | Cím                                                  | Bemutató     | Színház                                     | Szerep                               |
| --- | ---------------------------------------------------- | ------------ | ------------------------------------------- | ------------------------------------ |
| Valachi Anna | Dr. Freud, a házasságközvetítő                       | 2006.        | Petőfi Irodalmi Múzeum                      |                                      |
| Szepes Mária | Álomküszöbök                                         | 2007.        | Articsóka Színpad (jelenleg: most! bisztró) |                                      |
| Kiss József | Az angyalok nem sírnak                               | 2007.        | Szigligeti Színház                          |                                      |
| Lázár Ervin | Fény-játékok                                         | 2010.        | Aranytíz                                    |                                      |
| Molière | A mizantróp                                          | 2013.        | Spirit Színház                              | Céliméne                             |
| Anton Pavlovics Csehov                                                                                               | Platonov                                             | 2014 (2010.) | Maladype Színház                            | Szofja Jegorovna, Pavlovics felesége |
| Szepes Mária regénye nyomán Bodor Áron, Lázár Ágoston, Lázár Domokos, Horváth Kristóf, Pályi Ádám és Mészáros Csilla | A változatlanság hullámhossza (táncszínházi előadás) | 2020.        | Aldebaran Kompánia és a Várkert Bazár       | A lelkiismeret hangja                |

## Filmjei és tévés szereplései

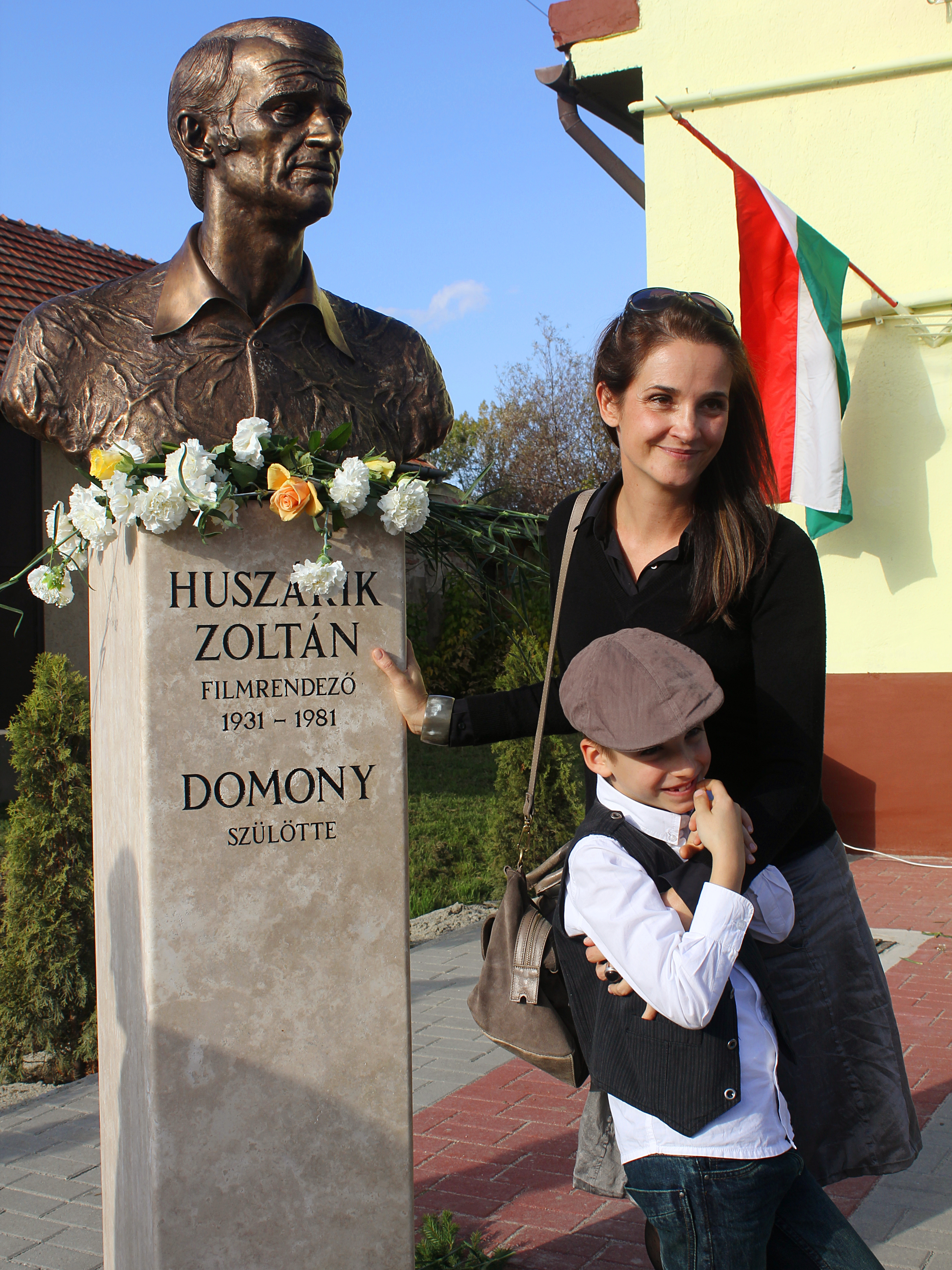
Huszárik Zoltán szobrának avatásaDomony, művelődési ház

- A feltaláló (mozifilm, 2020) – Papp Katalin, Béres József felesége[19][30]
- Cseppben az élet (tévésorozat, 2019) – Papp Katalin
- Barátok közt (tévésorozat, 2004, 2014-2015) – Dóczy Júlia / Kertész Mónika[31]
- Balatoni nyár (műsorvezető, 2014)
- Harmadnapon (rövidfilm, 2013) – Anna[32]
- Kiss József: Az angyalok nem sírnak (TV-film, 2008) – Ilona
- Itthoni ízek (ismeretterjesztő filmsorozat, 2006)
- Anzix a búzamezőkről (dokumentumfilm Móra Ferencről, 2005) – narrátor[33]
- Igézet (magyar rövidfilm, 2004)
- Szín-Játék (Hartung Sándor festő portréfilmje, 2004)
- A kanyaron túl (magyar játékfilm, 2001) – Anna
- Huszárik Kata portré (magyar dokumentumfilm, 2001)
- Marslakók számára: Emlékezés Szerb Antalra (magyar portréfilm, 2001)
- Hippolyt (magyar vígjáték, 1999) – Terka
- A múzsa csókja: Márti (kulturális/művészeti műsor, sorozat, 1998) – József Attila szerelme, Vágó Márta
- Szamba (magyar vígjáték, 1995) – Erika
- Kisváros (tévésorozat, 1995) – Zalán Krisztina
- A pártütők (magyar film, 1994)
- Ezüstkor (magyar kisjátékfilm, 1993)
- Jókívánságok (műsorvezető)

## Szinkronszerepei
- Dallas (televíziós sorozat, 2012): Elena Ramos – Jordana Brewster
- A mentalista: Grace Van Pelt – Amanda Righetti
- A Grace klinika: Dr. Lexie Grey – Chyler Leigh
- Bűnös vágyak: Begoña de Tovar – Nailea Norvind
- Dr. Csont: Daisy Wick – Carla Gallo
- Avatár – Aang legendája: Mai – Cricket Leigh
- Derült égből család: Cate Cassidy – Shiri Appleby
- Szulejmán: Maria/Gülnihal Hatun – Burcu Tuna
- A bolygó kapitánya: Linka – Kath Soucie (MTV- és TV2-változat)
- Bleach: Kurocucsi Nemu (1. hang) – Kugimija Rie
- Candy: 'Candy' Cándida Morales Alcalde – Jacqueline Bracamontes[34]
- Rosewood: Det. Annalise Villa – Jaina Lee Ortiz[35]
- Halálos fegyver: Dr. Maureen Cahill – Jordana Brewster
- Ne csókold meg a menyasszonyt!: Masha Nikitin – Katherine McPhee
- Titánok (2000): Jenny Williams – Elizabeth Bogush
- Tudom, mit tettél tavaly nyáron: Helen Shivers – Sarah Michelle Gellar
- Híresek és gazdagok: Valeria García Méndez – Natalia Oreiro
- Holnapután: Laura Chapman – Emmy Rossum
- Óz, a csodák csodája: Dorothy Gale (4. szinkron) – Judy Garland
- A vipera: Nicole Belot – Mayrín Villanueva
- Sebzett szívek: Berenice Gutiérrez – Mayrín Villanueva
- Seherezádé: Şehrazat Evliyaoğlu – Bergüzar Korel
- Sebzett szív: Azize – Bergüzar Korel
- Megkövült szívek: Ana Paula Carmona – Ana Brenda Contreras
- Koronás sas: Piast Kunigunda szász hercegné – Anna Grycewicz
- Könnyek királynője: Olga Ancira Cervantes – Adriana Louvier
- Sorsfordító szerelem: Meryem Yörükhan-Serter – Berrin Arısoy
- S.W.A.T. – Különleges kommandó:Jessica Cortez kapitány – Stephanie Sigman
- League of legends – Janna
- 19-es körzet: Andrea "Andy" Herrera – Jaina Lee Ortiz
- Mission: Impossible – Titkos nemzet: Ilsa Faust – Rebecca Ferguson
- Mission: Impossible – Utóhatás: Ilsa Faust – Rebecca Ferguson
- Mission: Impossible – Leszámolás: Ilsa Faust – Rebecca Ferguson

## Hangjátékokban
A Nemzeti Audiovizuális Archívum alapján.
- Don Juan megjön a háborúból – Ödön von Horváth színművét Simon László fordítása alapján rádióra írta: Sultz Sándor (2001)
- Csodálatos vadállatok – Garaczi László színművét rádióra alkalmazta: Simon László; Zoé szerepében (2001)
- Hat szerep keres egy szerzőt – Luigi Pirandello drámáját – Karinthy Frigyes és Füsi József fordításának felhasználásával – rádióra alkalmazta és rendezte: Varga Géza (1998)
- Nyugatosok – Egy önérzet története – Gelléri Andor Endre regényét rádióra alkalmazta: Závada Pál (1997)
- Apa és leánya – Kocsis István hangjátéka – Szt. Margit születésének évfordulójára – Margit szerepében (1996)

## CD-k és hangoskönyvek
- Galgóczi Dóra: A nő millió arca

## Díjai
- Mensáros László-díj (2003)
- Arany Medál díj – az év színésznője (2017)[36]
- Csömör Kincse díj – a Más kép író és olvasó találkozók létrehozásáért (2019) [37]
- Jászai Mari-díj (2019)